# Battage (technique de combat)
Pour les articles homonymes, voir Battage.
Le battage1 est une technique de combat offensive ou de neutralisation (c’est-à-dire une défense anticipée) mettant en difficulté l’initiative adverse. Elle consiste à intervenir sur l'arme adverse, en la contrôlant (geste de détournement) pour l'empêcher d'agir. Pour cette dernière stratégie, elle répond à l’adage « la meilleure défense est l’attaque ».
Dans les arts martiaux, cette technique est utilisée dans les formes animales de contrôle de l’adversaire et de manœuvre de l’adversaire. On trouve ce type de stratégie chez les animaux à plume : aigle, oiseau des rizières (grue et héron des marais), etc.
(1) Ce terme a été proposé en 1973 par Alain Delmas pour remplacer les termes de « chassé » et de « parade » qui ont d’autres sens dans le langage des sports de combat et notamment en langage pugilistique.

## Illustration enboxe
C’est un coup sec donné sur le bras adverse pour empêcher son usage ou pour trouver un passage libéré vers une cible adverse. À ne pas confondre avec un geste défensif qui lui ressemble appelé déviation (ou anciennement, « parade-chassée »).

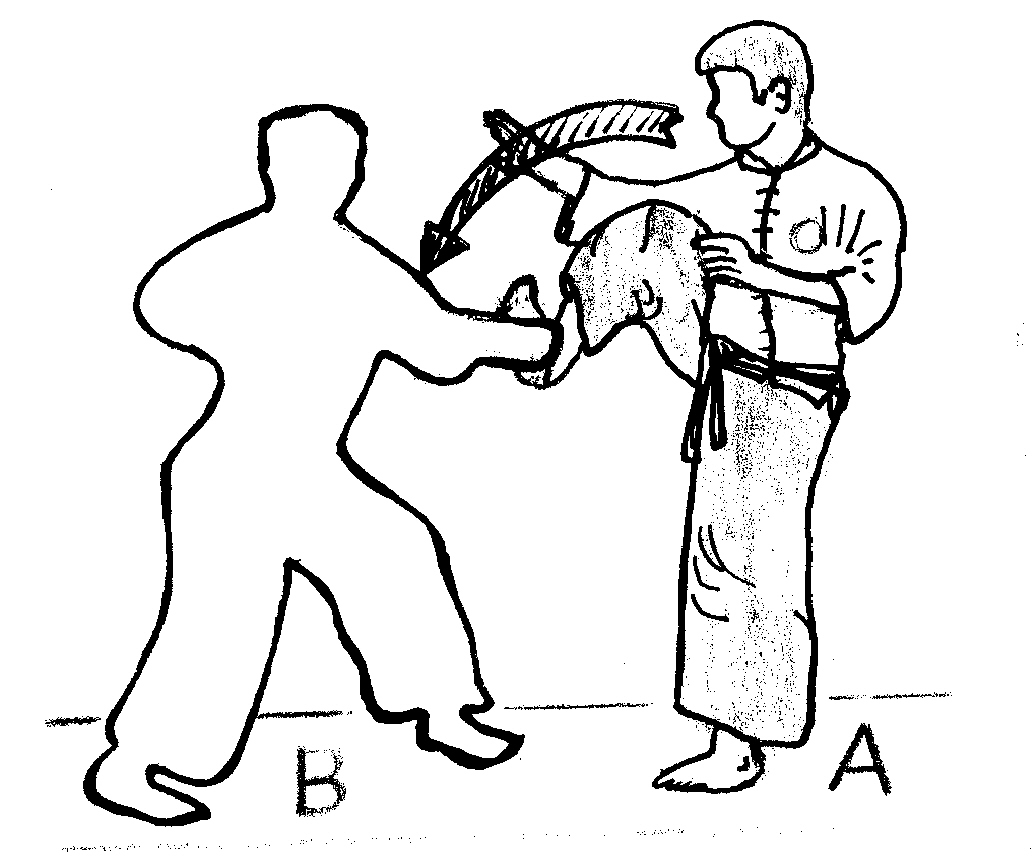
Coup de pied pour ouvrir la garde (ici technique de type « panthère » en bando)
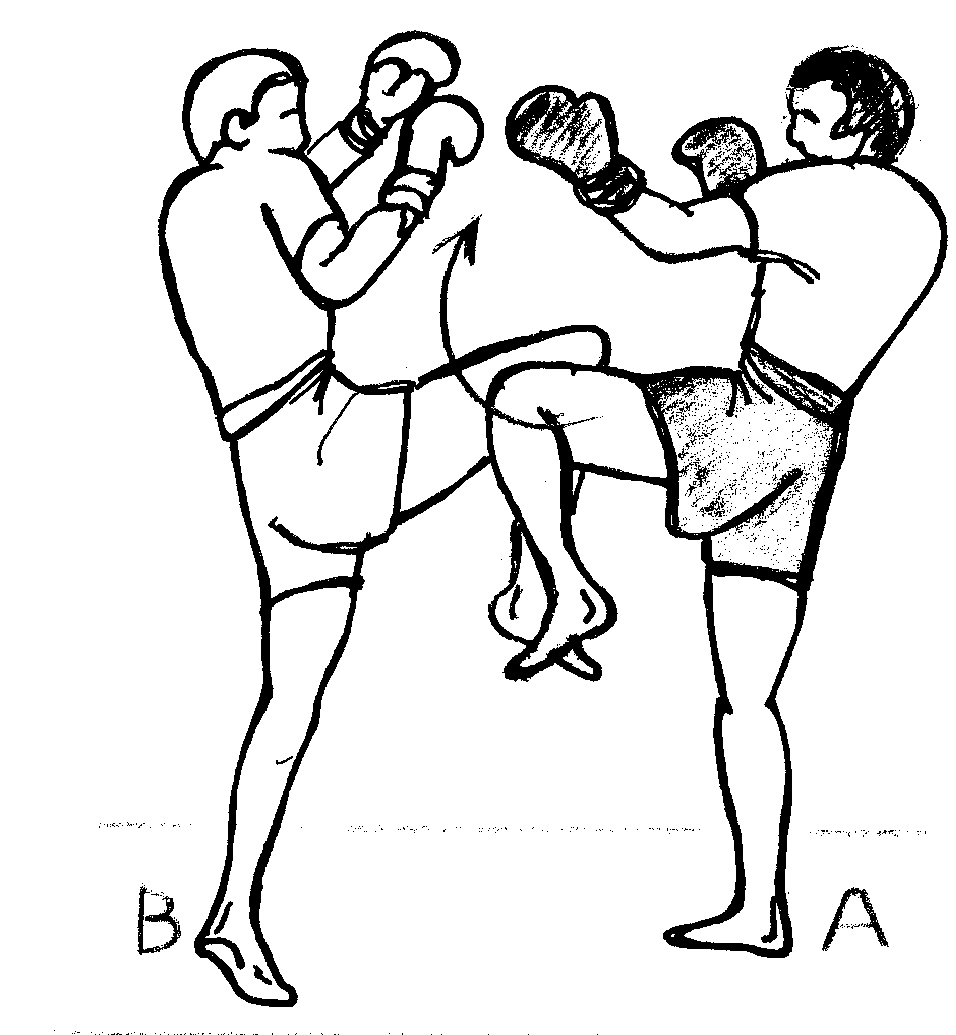
Coup de genou de battage pour se débarrasser de la jambe levée